# Eleição para prefeito de São Francisco em 2011

Mapa de São Francisco

A eleição para prefeito de São Francisco em 2011 foi realizada em 8 de novembro de 2011 e elegeu o prefeito de São Francisco. O prefeito em exercício Ed Lee, se reelegeu e se tornou o primeiro prefeito eleito asiático de uma grande cidade dos Estados Unidos.